# Saaba scandens
Saaba scandens är en nässeldjursart som beskrevs av Trebilcock 1928. Saaba scandens ingår i släktet Saaba och familjen Haleciidae. Inga underarter finns listade i Catalogue of Life.